# Вулиця Паркова (Тернопіль)
Вулиця Паркова — вулиця в мікрорайоні «Старий парк» міста Тернополя.

## Відомості
Розпочинається від вулиці Вояків дивізії «Галичина», пролягає на схід, перетинаючись з вулицями Станіслава Монюшка, Шопена, Генерала Юрія Тютюнника, Зеленою до стику вулиць Генерала Шухевича та Веселої, де і закінчується.

## Установи
- Укрпошта, відділення №2 (Паркова, 4)

## Освіта
- Дитячий садок №12 «Пізнайко» (Паркова, 7)
- Ясла-садок №7 (Паркова, 12)

## Транспорт
Рух по вулиці двосторонній. Громадський транспорт по вулиці не курсує, найближчі зупинки знаходяться на проспекті Степана Бандери.